# 黃首海豬魚
黃首海豬魚，為輻鰭魚綱鱸形目隆頭魚亞目隆頭魚科的其中一種，分布於西大西洋區，從美國佛羅里達州南部、百慕達群島至巴西東南部海域，棲息深度2-80公尺，體長可達19.3公分，棲息在岩石底質海域，以無脊椎動物為食，生活習性不明，可作為觀賞魚。